# 진주 고산암 석조비로자나불좌상
진주 고산암 석조비로자나불좌상(晉州 高山庵 石造毘盧舍那佛坐像)은 대한민국 경상남도 진주시에 있는 고려시대의 석불이다. 1983년 8월 12일 경상남도의 유형문화재 제236호 고산암 석조비로자나불좌상으로 지정되었다가, 2018년 12월 20일 현재의 명칭으로 변경되었다.

## 개요
경상남도 진주시 수곡면 원내리 한산사에 모셔진 비로자나불이다.
머리에는 작은 소라 모양의 머리칼을 붙여 놓았으며, 그 위에 상투 모양의 머리묶음이 솟아 있다. 얼굴은 네모에 가까운 타원형이며, 입은 작지만 희미한 미소를 띠고 있다. 신체는 당당한 어깨에 허리가 잘록하여 사실성이 강하다. 손은 왼손 검지를 오른손으로 감싸고 있는 모습으로 비로바나불이 일반적으로 취하는 손모양이다. 대좌(臺座)는 상·중·하대로 구성되었으며 4각형의 하대에는 연꽃무늬가, 중대에는 사천왕상이 새겨져 있다.
9세기 말 10세기 초의 양식을 보여주는 작품이다.

## 참고 문헌
- 진주 고산암 석조비로자나불좌상 - 국가유산청 국가유산포털